# Чорна книга капіталізму
Чорна книга капіталізму (фр. Le Livre Noir du Capitalisme, The Black Book of Capitalism) — французька книга 1998 року, видана у відповідь на «Чорну книгу комунізму» (1997). На відміну від попередньої роботи, головною метою «Le livre noir du capitalisme» є не спроба приписати певну кількість жертв політичній системі, про яку йдеться. Основна частина книги складається з серії незалежних робіт від різних письменників, кожен з яких висловлює свою критику різних аспектів капіталізму.  Охоплені теми варіюються від африканської работоргівлі до глобалізації. Книга користується популярністю в лівих політичних колах.
До створення книги долучилися історики, соціологи, економісти, профспілкові діячі та письменники, такі як Каролін Андреані, Франсуа Арзальє, Роже Бордьє, Моріс Буттін, Франсуа Шене, Моріс Кюрі, Франсуа Дельпла, Франсуа Деріві, Андре Девріендт, П'єр Дюран, Жан-П'єр Флешар, Ів Фреміон, Ів Грене, Жак Юрке, Жан Лей, Моріс Муассоньє, Робер Пак, Філіп Парайр, Пако Пенья, Андре Пренан, Моріс Райсфус, Жан Суре-Канале, Субхі Тома, Монік і Ролан Вейль, Клод Віллард і Жан Зіглер.
Редактор Жиль Перро (фр. Gilles Perrault).

## Сюжет
В книзі доводяться факти та висловлюються теорії на рахунок кількості жертв від капіталістичної системи. До жертв капіталістичної системи відносять 58 мільйонів жертв Першої та Другої світових воєн, а також етнічних конфліктів, голоду та ін. Називається загальна цифра близько 100 мільйонів людей.